# Внешняя политика Соломоновых Островов
Внешняя политика Соломоновых Островов — общий курс Соломоновых Островов в международных делах. Внешняя политика регулирует отношения Соломоновых Островов с другими государствами. Реализацией этой политики занимается министерство иностранных дел Соломоновых Островов. Внешняя политика Соломоновых Островов по состоянию на 2008 год описывалась правительством государства как политика «взгляда на север», направленная на укрепление дипломатических и экономических отношений со странами Азии в целях развития.

## История
Страны, имеющие дипломатические представительства в Хониаре: Австралия, Япония, Новая Зеландия, Папуа — Новая Гвинея, Республика Корея и Великобритания. Посол США, с резиденцией в Порт-Морсби, также аккредитован для работы на Соломоновых Островах. Канада, Франция, Германия, Республика Корея, Швеция и Малайзия имеют почётные консульства.
Соломоновы Острова имеют дипломатические миссии в Канберре, Порт-Морсби, Тайбэе, при Организации Объединённых Наций в Нью-Йорке, где посол также представляет интересы государства в Соединённых Штатах Америки, ЮНЕСКО в Париже, а также верховного комиссара в Канаде и в Европейской комиссии в Брюсселе, где представитель также аккредитован как верховный комиссар в Великобритании.
19 апреля 2022 года было объявлено о подписании соглашения о безопасности с Китаем, по которому азиатская страна получала возможность создать военно-морскую базу..

## Установление дипломатических отношений

Дипломатические отношения Соломоновых Островов

Список государств, с которыми Соломоновы Острова установили дипломатические отношения:
1. Австралия — 7 июля 1978 года[4];
2. Канада — 7 июля 1978 года;
3. Науру — 7 июля 1978 года[4];
4. Новая Зеландия — 7 июля 1978 года;
5. Папуа — Новая Гвинея — 7 июля 1978 года[4];
6. Великобритания — 7 июля 1978 года[4];
7. Чехия — 11 июля 1978/30 октября 1996 года;
8. Германия — 11 июля 1978 года[4];
9. Самоа — 17 июля 1978 года[5];
10. Фиджи — 28 июля 1978 года;
11. Япония — 1 сентября 1978 года;
12. Республика Корея — 15 сентября 1978 года[6];
13. США — 9 октября 1978 года;
14. Франция — 1 февраля 1979 года[4];
15. Бельгия — 28 февраля 1979 года[4];
16. Турция — 8 марта 1979 года[7];
17. Кирибати — 12 июля 1979 года[4];
18. Швеция — 24 октября 1979 года[4];
19. Тонга — 7 июля 1980 года[4];
20. Вануату — 30 июля 1980 года[8];
21. Испания — 8 августа 1980 года[9];
22. Тувалу — 1 октября 1980 года[4];
23. Норвегия — 18 декабря 1980 года[10];
24. Нидерланды — 1 февраля 1982 года[4];
25. Малайзия — 10 мая 1983 года[4];
26. Индонезия — 28 июля 1983 года[4];
27. Ватикан — 9 мая 1984 года[11];
28. Таиланд — 2 мая 1986 года;
29. Греция − 1987 год[12];
30. Италия — 1 марта 1987 года[4];
31. Сингапур — 21 апреля 1987 года[13];
32. Индия — 1 мая 1987 года;
33. Израиль — 1 января 1989 года;
34. Мальдивы — 18 октября 1989 года;
35. Федеративные Штаты Микронезии — 5 апреля 1990 года;
36. Бруней — 21 мая 1992 года[14];
37. Кувейт — 18 октября 1995 года;
38. Вьетнам — 30 октября 1996 года;
39. Португалия — 20 ноября 1996 года;
40. Гайана — 26 ноября 1996 года;
41. ЮАР — 11 декабря 1996 года;
42. Финляндия — 16 июля 1999 года;
43. Куба — 19 декабря 2002 года;
44. Филиппины — 27 сентября 2004 года;
45. Бразилия — 2 августа 2005 года;
46. Австрия — 13 октября 2005 года;
47. Исландия — 20 апреля 2007 года;
48. Венесуэла — 8 мая 2007 года;
49. Швейцария — 20 декабря 2007 года;
50. Мексика — 26 сентября 2008 года;
51. Палау — 25 сентября 2009 года;
52. Ирландия — 4 декабря 2009 года;
53. ОАЭ — 29 апреля 2010 года;
54. Кипр — 5 мая 2010 года;
55. Маршалловы Острова — 23 мая 2010 года;
56. Ботсвана — 18 ноября 2010 года[15];
57. Словения — 18 ноября 2010 года;
58. Люксембург — 19 ноября 2010 года;
59. Сейшельские Острова — 20 декабря 2010 года;
60. Египет — 23 декабря 2010 года;
61. Мальта — 23 декабря 2010 года;
62. Черногория — 23 декабря 2010 года;
63. Румыния — 1 февраля 2011 года;
64. Марокко — 4 февраля 2011 года;
65. Уругвай — 4 февраля 2011 года;
66. Азербайджан — 8 февраля 2011 года;
67. Катар — 8 февраля 2011 года;
68. Коморы — 14 февраля 2011 года;
69. Доминика — 7 марта 2011 года;
70. Гватемала — 8 марта 2011 года;
71. Словакия — 15 марта 2011 года;
72. Никарагуа — 20 апреля 2011 года;
73. Болгария — 27 апреля 2011 года;
74. Парагвай — 4 мая 2011 года;
75. Сент-Винсент и Гренадины — 4 мая 2011 года;
76. Грузия — 11 мая 2011 года;
77. Албания — 19 мая 2011 года;
78. Гамбия — 19 мая 2011 года;
79. Эстония — 25 мая 2011 года;
80. Кабо-Верде — 26 мая 2011 года;
81. Венгрия — 21 июня 2011 года;
82. Эритрея — 27 июня 2011 года;
83. Гвинея — 11 август 2011 года;
84. Украина — 27 сентября 2011 года;
85. Монголия — 13 октября 2011 года;
86. Мавритания — 18 октября 2011 года;
87. Непал — 15 декабря 2011 года;
88. Эквадор — 20 декабря 2011 года;
89. Восточный Тимор — 21 декабря 2011 года;
90. Эфиопия — 22 декабря 2011 года;
91. Босния и Герцеговина — 26 января 2012 года;
92. Таджикистан — 21 февраля 2012 года;
93. Камбоджа — 22 февраля 2012 года;
94. Республика Конго — 6 марта 2012 года;
95. Монако — 6 марта 2012 года;
96. Перу — 14 марта 2012 года;
97. Хорватия — 18 марта 2012 года;
98. Молдова — 4 мая 2012 года;
99. Польша — 6 марта 2012 года;
100. Алжир — 7 июня 2012 года;
101. Латвия — 28 июня 2012 года;
102. Суринам — 10 августа 2012 года;
103. Казахстан — 17 августа 2012 года;
104. Беларусь — 10 сентября 2012 года;
105. Панама — 11 сентября 2012 года;
106. Бурунди — 13 сентября 2012 года;
107. Литва — 20 сентября 2012 года;
108. Ямайка — 3 июля 2013 года;
109. Шри-Ланка — 3 июля 2013 года;
110. Сальвадор — 22 июля 2013 года;
111. Острова Кука — 1 сентября 2013 года;
112. Антигуа и Барбуда — 11 сентября 2013 года;
113. Гренада — 2 апреля 2014 года;
114. Тринидад и Тобаго — 31 мая 2014 года;
115. Саудовская Аравия — 17 июля 2014 года;
116. Кыргызстан — 22 декабря 2014 года;
117. Пакистан — 19 февраля 2016 года;
118. Маврикий — 1 июля 2016 года;
119. Аргентина — 29 июля 2016 года;
120. Сент-Люсия — 27 октября 2018 года;
121. Китай — 28 сентября 2019 года.